# Guy Périllat
Guy Périllat (n. 24 februarie 1940, La Clusaz, Haute-Savoie, Franța) este un schior alpin francez, medaliat olimpic. A participat la 3 ediții ale Jocurilor Olimpice (1960, 1964, 1968) în care a câștigat o medalie de argint și o medalie de bronz.